# New York, cour de justice
Pour les articles homonymes, voir Law and Order.
New York, section criminelle Los Angeles, police judiciaire
New York, cour de justice (Law and Order: Trial by Jury) est une série télévisée américaine en treize épisodes de 41 minutes, créée par Dick Wolf et dont seulement douze épisodes ont été diffusés entre le 3 mars 2005 et le 6 mai 2005 sur le réseau NBC, le treizième et dernier épisode a été diffusé le 21 janvier 2006 sur CourtTV.
En France, un premier épisode a été diffusé le 7 décembre 2005 sur TF1 (Quand les morts parlent, qui est en fait un crossover avec la série New York, police judiciaire, épisode 15 de la 15e saison) puis les autres à partir du 25 juin 2006.
C'est la quatrième série de la franchise Law & Order.

## Synopsis
Chaque épisode commence par la phrase d'accroche, énoncée en voix off (voix interprétée par Daniel Beretta en français), caractéristique des séries de Dick Wolf :
« À New York, dans le système judiciaire, tout accusé est présumé innocent tant que sa culpabilité n'a pas été établie par des aveux lors d'une procédure de plaider coupable, ou à l'issue d'un procès. Voici l'un de ces procès… »
On suit ici le fonctionnement du système judiciaire à travers la procédure du jugement d'une affaire criminelle au tribunal, de la mise en accusation au verdict.

## Fiche technique
- Titre original : Law and Order: Trial by Jury
- Titre français : New York, cour de justice
- Création : Dick Wolf
- Réalisation : Caleb Deschanel, Joe Ann Fogle, Constantine Makris
- Scénario : Dick Wolf, Chris Levinson, Walon Green, David Wilcox, Rick Eid, James Grissom, Tony Phelan, Joan Rater, Pamela J. Wechsler
- Direction artistique : Jonathan Arkin
- Décors : Steven J. Jordan
- Costumes : Natasha Landau
- Image : John Thomas
- Montage : David Siegel, Charles Bornstein, Leon Ortiz-Gil
- Musique : Mike Post
- Société de production : NBC Universal Television
- Pays d'origine : États-Unis
- Langue : Anglais
- Format : Couleurs - 35 mm - 1,78:1 - Son
- Durée : 41 min.
- Nombre d'épisodes : 13 (1 saison)
- Date de première diffusion :  États-Unis : 3 mars 2005 ;  France : 7 décembre 2005

## Distribution

### Acteurs principaux
- Fred Dalton Thompson (VF : William Sabatier) : Arthur Branch
- Kirk Acevedo (VF : Cyrille Monge) : Hector Salazar
- Bebe Neuwirth (VF : Micky Sébastian) : Tracey Kiber
- Amy Carlson (VF : Josy Bernard) : Kelly Gaffney
- Scott Cohen (VF : Bernard Lanneau) : Chris Ravell
- Jerry Orbach (VF : Daniel Gall) : Lennie Briscoe

### Acteurs récurrents
- Candice Bergen (VF : Évelyn Séléna) : Amanda Anderlee
- Carey Lowell (VF : Charlotte Marin) : Jamie Ross
- Seth Gilliam : Terence Wright
- Jessica Chastain : Sigrun Borg

### Invités
| - Annabella Sciorra (VF : Françoise Cadol) : Maggie Dettweiler (épisode 1) - Peter Coyote (VF : Hervé Bellon) : Mark LaSalle (épisode 2) - Aidan Gillen : Jimmy Colby (épisode 3) - Lorraine Bracco : Karla Grizano (épisode 3) - Ebon Moss-Bachrach (VF : Stéphane Marais) : Danny Wallace (épisode 4) - Elisabeth Moss : Katie Nevins (épisode 5) - Aasif Mandvi : Samir Patel (épisode 5) - Clarke Peters (VF : Pascal Renwick) : Rex da Silva (épisode 6) - Sherri Saum : Tiffany Jackson (épisode 6) - Jeff Perry (VF : Nicolas Marié) : Andrew Soin (épisode 7) - Jesse L. Martin : Ed Green (épisode 8) - S. Epatha Merkerson : Anita Van Buren (épisode 8) - Dennis Farina : Joe Fontana (épisode 8) - Sam Waterston (VF : Michel Paulin) : Jack McCoy (épisode 8) | - Richard Belzer : John Munch (épisode 8) - Mike Colter : Billy Tolbert (épisode 10) - Alfred Molina (VF : Michel Dodane) : Gabriel Duvall (épisode 11) - Angela Lansbury : Eleanor Duvall (épisode 11) - Mariska Hargitay : Olivia Benson (épisode 11) - Christopher Meloni (VF : Jérôme Rebbot) : Elliot Stabler (épisode 11) - Diane Neal (VF : Laëtitia Lefebvre) : Casey Novak (épisode 11) - Bradley Cooper (VF : Damien Boisseau) : Jason Whitaker (épisode 11) - Tamara Tunie : Melinda Warner (épisode 11) - Victor Rasuk : Luis Ramirez (épisode 12) - Giancarlo Esposito (VF : Bernard Bollet) : Orlando Ramirez (épisode 12) |

 Source et légende : version française (VF) sur RS Doublage

## Épisodes
| N° | Titre français             | Titre original             | Réalisation        | Scénario                          | 1er diffusion US | Code de production | Audiences US (en M.) |
| -- | -------------------------- | -------------------------- | ------------------ | --------------------------------- | ---------------- | ------------------ | -------------------- |
| 1  | Un sinistre personnage     | The Abominable Showman     | Jean de Segonzac   | Dick Wolf et James Grissom        | 3 mars 2005      | E5701              | 17.29                |
| 2  | 41 balles                  | 41 Shots                   | Caleb Deschanel    | Walon Green                       | 4 mars 2005      | E5707              | 14.52                |
| 3  | Meurtre de bon voisinage   | Vigilante                  | Dwight Little      | David Wilcox                      | 11 mars 2005     | E5712              | 10.69                |
| 4  | Le Beau Rôle               | Truth or Consequences      | Constantine Makris | Walon Green et David Wilcox       | 18 mars 2005     | E5703              | 11.54                |
| 5  | Pour Marissa               | Baby Boom                  | Michael Pressman   | Tony Phelan et Joan Rater         | 25 mars 2005     | E5704              | 11.07                |
| 6  | Lapsus très révélateur     | Pattern of Conduct         | Constantine Makris | Walon Green et Pamela J. Wechsler | 1er avril 2005   | E5710              | 10.58                |
| 7  | Autodéfense                | Bang & Blame               | Caleb Deschanel    | Chris Levinson                    | 8 avril 2005     | E5711              | 11.38                |
| 8  | Quand les morts parlent    | Skeleton                   | David Platt        | David Wilcox                      | 15 avril 2005    | E5716              | 13.19                |
| 9  | Faux Témoignages           | The Line                   | Richard Pearce     | Tony Phelan et Joan Rater         | 18 avril 2005    | E5714              | 10.08                |
| 10 | La Loi du silence          | Blue Wall                  | Joe Ann Fogle      | Rick Eid                          | 29 avril 2005    | E5713              | 9.59                 |
| 11 | Lumière                    | Day                        | Caleb Deschanel    | Chris Levinson                    | 3 mai 2005       | E5715              | 18.70                |
| 12 | Pour sauver les apparences | Boys Will Be Boys          | Aaron Lipstadt     | Rick Eid                          | 6 mai 2005       | E5706              | 9.82                 |
| 13 | Un curieux ange gardien    | Eros in the Upper Eighties | Joe Ann Fogle      | Chris Levinson                    | 26 janvier 2006  | E5705              |                      |

## Autour de la série
Contrairement à beaucoup de séries dont l'action se déroule à New York et qui sont tournées presque exclusivement en studio à Hollywood, New York cour de justice est entièrement tournée à New York comme toutes les séries produites par Dick Wolf.
New York, cour de justice était par ailleurs censée s'appuyer sur l'arrivée au sein du casting de Jerry Orbach dans le rôle de Lennie Briscoe qu'il avait tenu dans la série-mère New York, police judiciaire. Mais l'acteur est mort en décembre 2004 et n'a donc pu participer qu'aux deux premiers épisodes de la série.